# Mariusz Malinowski (réalisateur)
Pour les articles homonymes, voir Mariusz Malinowski et Malinowski.
Mariusz Malinowski est un metteur en scène et réalisateur polonais né le 29 novembre 1952 à Varsovie.

## Biographie
Mariusz Malinowski est né le 29 novembre 1952 à Varsovie, la capitale de la Pologne.
Il est diplômé de la faculté d'histoire de l'université de Varsovie,.
En 1981, il termine ses études à l'École nationale de cinéma de Łódź dont il est diplômé en 1985.
En tant que metteur en scène, il a travaillé, entre autres, au théâtre Wybrzeże de Gdańsk et pour le Teatr Telewizji (pl).
Après avoir remarqué que sa vidéo de l'annonce de Włodzimierz Frasyniuk faite avec son téléphone avant la marche du 11 novembre 2016 obtient plus de vues sur Facebook que son long-métrage documentaire Dzieci Wehrmachtu, il lance Video-KOD, un réseau de télévision civique, au début de l'année 2017. Il estime que « Video-KOD doit montrer tous les événements pertinents pour l'opposition. ».